# Timócrates de Esparta
Timócrates (en griego antiguo: τιμοκράτης, en latín: Timocrates),  fue un militar espartano, uno de los tres consejeros (los otros dos eran Brásidas y Licofrón) que fueron enviados a ayudar al amirane espatano Cnemo (Κνῆμος) después de su derrota ante Formión en el golfo de Corinto en el año 429 a C.
En la segunda batalla poco después, Timócrates estaba en una nave de Léucade, una de las veinte de vela rápida enviadas para impedir que los atenienses salieran de Naupacto. En persecución de un barco su nave chocó contra un mercante hundido y el enemigo dio la vuelta y la embistió por el centro, hundiéndola. Timócrates, cuando la nave se iba a pique, se suicidó, y su cuerpo fue arrojado por el mar al puerto de Naupacto, según explica Tucídides.